# Lozza
Lozza là một đô thị ở tỉnh Varese trong vùng Lombardia, có cự ly khoảng 45 km về phía tây bắc của Milan và khoảng 4 km về phía đông nam của Varese. Tại thời điểm ngày 31 tháng 12 năm 2004, đô thị này có dân số 1.112 người và diện tích là 1,7 km².
Lozza giáp các đô thị: Castiglione Olona, Gazzada Schianno, Malnate, Morazzone, Varese, Vedano Olona.